# Impfkalender
Ein Impfkalender oder ein Impfplan listet empfehlenswerte Impfungen, basierend auf dem Alter des Menschen, auf.

## Europa
In Europa gibt es je nach Land unterschiedliche Impf-Empfehlungen.
| Land         | TBC | Rota                       | Tetanus, Diphtherie, Pertussis                                       | Hib               | Polio                        | Hepatitis B                                                     | Pneumokokken            | Meningokokken B   | Meningokokken C    | Masern, Mumps, Röteln            | Varizellen                           | Influenza                           | HPV                                              |
| ------------ | --- | -------------------------- | -------------------------------------------------------------------- | ----------------- | ---------------------------- | --------------------------------------------------------------- | ----------------------- | ----------------- | ------------------ | -------------------------------- | ------------------------------------ | ----------------------------------- | ------------------------------------------------ |
| Dänemark     | -   | -                          | 3 M (3 Impfungen)5 J                                                 | 3 M (3 Impfungen) | 3 M (3 Impfungen)            | unklar                                                          | 3 M (3 Impfungen)65 J   | -                 | -                  | 15 M 4 J                         | -                                    | 65 J                                | 12 J                                             |
| Deutschland  | -   | 1,5 M (2 oder 3 Impfungen) | 2 M (3 Impfungen)5-6 J 9-17 J alle 10 J                              | 2 M (3 Impfungen) | 2 M (3 Impfungen)            | 2 M (3 Impfungen)                                               | 2 M (3 Impfungen), 60 J | 2 M (3 Impfungen) | 12 M               | 11–14 M (2. Impfung mit 15–23 M) | 11–14 M (2. Impfung mit 15–23 M)     | 60 J                                | 9-14 J (2. Impfung nach mind. 5 M)               |
| Frankreich   | -   | -                          | 2 M (3 Impfungen)6 J, 11-13 J, 25 J (alle 20 J) 65 (alle 10 J)       | 2 M (3 Impfungen) | 2 M (3 Impfungen), alle 20 J | 2 M (3 Impfungen)                                               | 2 M (3 Impfungen)       | -                 | 5 M, 12 M          | 12 M, (6 J)                      | 65 J                                 | 65 J                                | 11-14 J (2. Impfung nach mind. 5 M, nur Mädchen) |
| Griechenland | -   | 2 M                        | 2 M (4 Impfungen)                                                    | 2 M (4 Impfungen) | 2 M (3 Impfungen)            | 2 M (3 Impfungen)                                               | 2 M (4 Impfungen)65 J   | -                 | 12 M (2 Impfungen) | 12 M (2. Impfung mit 4-5 Jahren) | 12 M (2. Impfung mit 4 Jahren), 60 J | 60 J                                | 11-18 J (nur Mädchen)                            |
| Italien      | -   | 3 M (2 oder 3 Impfungen)   | 3 M (3 Impfungen), 6 J, 12-18 J alle 10 J                            | 3 M (3 Impfungen) | 3 M (3 Impfungen)            | 3 M (3 Impfungen)                                               | 3 M (3 Impfungen), 65 J | 3 M (4 Impfungen) | 14 M 12-18 J       | 13 M (2. Impfung mit 6 Jahren)   | 13 M (2. Impfung mit 6 Jahren)       | 65 J                                | 12-18 J (2 oder 3 Impfungen)                     |
| Norwegen     | -   | 1,5 M 3 M                  | 3 M (3 Impfungen)                                                    | 3 M (3 Impfungen) | 3 M (3 Impfungen)            | 3 M (3 Impfungen)                                               | 3 M (3 Impfungen)65 J   | -                 | -                  | 15 M (2. Impfung mit 11 Jahren)  | -                                    | 65 J                                | 12 J                                             |
| Österreich   | -   | 2 M (2 oder 3 Impfungen)   | 2 M (3 Impfungen), 6 J, 12 J, dann alle 10 J bis 60, später alle 5 J | 2 M (3 Impfungen) | 2 M (3 Impfungen), (6 J)     | 2 M (3 Impfungen), 6 J, 12 J, alle 10 J bis 60, später alle 5 J | 2 M (3 Impfungen), 50 J | 2 M (3 Impfungen) | 12 M, 10-11 J      | 9 M (+ 2. Impfung)               | 12 M (2 Impfungen)                   | 7 M (2 Impfungen bis 8 J), jährlich | 9-11 J (2 Impfungen)                             |
| Schweden     | -   | 1,5 M (2 oder 3 Impfungen) | 3 M (3 Impfungen), 5 J, alle 20 J                                    | 3 M (3 Impfungen) | 3 M (3 Impfungen)5 J         | 3 M(3 Impfungen)                                                | 3 M (3 Impfungen), 65 J | -                 | -                  | 18 M, 6-8 J                      | -                                    | 65 J                                | 10-12 J (2 Impfungen)                            |
| Schweiz      | -   | -                          | 2 M (4 Impfungen), 11-15J, alle 20 J bis 65, danach alle 10 J (dt)   | 2 M (4 Impfungen) | 2 M (4 Impfungen)            | 2 M(4 Impfungen)                                                | (2 M (3 Impfungen)      | -                 | 24 M, (11-15 J)    | 9 M, 12 M                        | 11-15 J (2 Impfungen)                | 65 J                                | 11-14 J (2 Impfungen)                            |

## Deutschland
Im Impfkalender der Ständigen Impfkommission des Robert Koch-Instituts (STIKO) (letzter Stand 23. Januar 2025 aus dem Epidemiologischen Bulletin Nr. 4/2025) werden folgende Impfungen empfohlen (Altersangaben jeweils in vollendeten Monaten beziehungsweise Jahren):
| Termin                              | Impfung |
| ----------------------------------- | --- |
| unmittelbar nach der Geburt         | RSV1 |
| 6 Wochen                            | Rotavirus |
| 2 Monate                            | Tetanus, Diphtherie, Pertussis, Haemophilus influenzae Typ b (Hib), Polio, Hepatitis B, Meningokokken B, Pneumokokken                                                              |
| 3 Monate                            | Tetanus2, Diphtherie2, Pertussis2, Haemophilus influenzae Typ b (Hib)2, Polio2, Hepatitis B2, Pneumokokken2, Rotavirus                                                             |
| 4 Monate                            | Tetanus, Diphtherie, Pertussis, Hib, Polio, Hepatitis B, Meningokokken B, Pneumokokken, Rotavirus3                                                                                 |
| 11 Monate                           | Tetanus4, Diphtherie4, Pertussis4, Hib4, Polio4, Hepatitis B4, Pneumokokken4, Masern, Mumps, Röteln, Windpocken                                                                    |
| 12 Monate                           | Meningokokken B4, Meningokokken C |
| 15 Monate                           | Masern, Mumps, Röteln, Windpocken |
| 5–6 Jahre                           | Tetanus-, Diphtherie- und Pertussis-Auffrischung |
| 9–16 Jahre                          | Tetanus-, Diphtherie-, Pertussis- und Polio-Auffrischung, gegebenenfalls Komplettierung des Hepatitis-B-Impfschutzes                                                               |
| 9–14 Jahre                          | Humane Papillomviren5 |
| ab 18 Jahren                        | Tetanus- und Diphtherie-Auffrischung (alle 10 Jahre), bei der nächsten Tetanus-Diphtherie-Auffrischung einmalig in Kombination mit Pertussis; Coronavirus Disease 2019 (COVID-19)  |
| Erwachsene Jahrgang 1970 und jünger | Masern-Impfung (mit Masern/Mumps/Röteln-Impfstoff), wenn in der Kindheit nur einmal oder gar nicht geimpft wurde                                                                   |
| über 60 Jahre                       | Influenza und COVID-19 jährlich; zweimalige Impfung mit dem adjuvantierten Herpes-zoster-Totimpfstoff; Pneumokokken einmalig, Auffrischungen bei Sonderindikationen (alle 5 Jahre) |
| ab 75 Jahre                         | RSV6 |

1 monoklonale Antikörper Nirsevimab (Einmaldosis), Zeitpunkt nach Geburtsmonat
2 Nur bei Frühgeborenen
3 Je nach verwendeten Impfstoff
4 Mindestabstand zur vorangegangenen Dosis: 6 Monat
5 Zwei Impfstoffdosen im Abstand von mind. 5 Monaten, bei Nachholimpfung beginnend im Alter ≥ 15 Jahre oder bei einem Impfabstand von < 5 Monaten zwischen 1. und 2. Impfstoffdosis ist eine 3. Impfstoffdosis erforderlich
6 Einmalige Impfung mit einem proteinbasierten RSV-Impfstoff im Spätsommer/Herbst vor Beginn der RSV-Saison
Um die Zahl der Injektionen gering zu halten, empfiehlt die STIKO die Verwendung von Kombinationsimpfstoffen.
Alle oben genannten von der STIKO empfohlenen Impfungen sind Pflichtleistungen der gesetzlichen Krankenkassen (nach § 20d SGB V)

## Österreich
Der Impfplan Österreich wird in Zusammenarbeit zwischen dem Bundesministerium für Soziales, Gesundheit, Pflege und Konsumentenschutz und Experten des Nationalen Impfgremiums definiert.

## Schweiz
Der Schweizerische Impfplan wird von der Eidgenössischen Kommission für Impffragen (EKIF) in Zusammenarbeit mit dem Bundesamt für Gesundheit (BAG) und Swissmedic festgelegt.

### Allgemein
- C. Hohmann: HPV-Impfung für Mädchen empfohlen. In: Pharmazeutische Zeitung. Nr. 13/2007, GOVI-Verlag, Eschborn 2007.
- C. Hohmann: Schutz vor Pneumokokken und Meningokokken. In: Pharmazeutische Zeitung. Nr. 32/2006, GOVI-Verlag, Eschborn 2006.

### Deutschland
- Robert Koch-Institut (Hrsg.): Empfehlungen der Ständigen Impfkommission (STIKO) beim Robert Koch-Institut – 2020/2021. In: Epidemiologisches Bulletin. 20. August 2020, Nr. 34, Berlin 2020 (online).
- Gemeinsamer Bundesausschuss (Hrsg.): Regelung des Anspruches der Versicherten auf Leistungen für Schutzimpfungen gemäß § 92 Abs. 1 Satz 2 Nr. 15 SGB V. 21. Juni 2007 (PDF, 256KB, abgerufen am 8. Oktober 2007).